# Luise Hoffmann

Luise Hoffmann, Bild aus einem Artikel von 1932

Luise Hoffmann (* 8. Juli 1910 in Gelsenkirchen; † 27. November 1935 in Horn bei Wien) war eine deutsche Fliegerin und die erste Frau, die in der deutschen Flugzeugindustrie als Einfliegerin und Vorführpilotin fest angestellt wurde.

## Flugausbildung
Schon als junges Mädchen, während ihrer Lyzeumzeit, zeigte die sportbegeisterte Tochter eines Bochumer Bäckers neben Reiten und Autofahren Interesse an der Luftfahrt. Sie besuchte Flugtage und lernte so den bekannten Militärpiloten Fritz „Bobby“ Seelbach kennen, der auf dem Flugplatz Münster-Loddenheide eine Flugschule betrieb. Sie zog nach Münster und begann bei Seelbach die Flugausbildung, wegen ihrer jungenhaften Erscheinung Peterle genannt. Im Juli 1928 bestand sie die Prüfung für den Flugzeugführerschein A2, den sie nach den geltenden Bestimmungen erst mit 19 Jahren erhielt. Bis dahin absolvierte sie noch die Kunstflugausbildung. Sie war damals die jüngste Pilotin Deutschlands.

## Kunstflug
Ihre Eltern schenkten ihr bald nach beendeter Ausbildung eine werkneue Raab-Katzenstein Kl I c Schwalbe mit der Werknummer 70 und dem Kennzeichen D-1588, die von einem 108 PS starken Neunzylinder-Sternmotor Siemens Sh 12 angetrieben wurde. Mit diesem von ihr Spatz genannten Flugzeug übte sie – noch von Fritz Seelbach betreut – Kunstflugfiguren, die sie bald auf Flugtagen vorführte. Bei der Ersten deutschen Damen-Kunstflugmeisterschaft am 29. Mai 1930 in Bonn-Hangelar belegte Luise Hoffmann bei acht Teilnehmerinnen den zweiten Platz nach Liesel Bach und vor Elly Beinhorn und Marga von Etzdorf.
Zum 1. September 1930 trat sie in die NSDAP ein (Mitgliedsnummer 316.079) und sechs Monate später wieder aus. Ihr Flugzeug nutzte sie auch für Propagandazwecke der nationalsozialistischen Bewegung, besonders vor 1933.

## Einfliegerin bei Bücker
Trotz dieses Erfolges musste Hoffmann für ihren Lebensunterhalt weiter auf Flugtagen auftreten und ihr Flugzeug weitgehend selbst instand halten. Frauen waren in Deutschland gewerbsmäßige Passagierflüge untersagt, und die teilweise 2000 Mark Einnahmen an Wochenenden wurden durch Lohn für Monteur, Reparaturen, Transport und Versicherungen reduziert.
Im Januar 1935 bezog Carl Clemens Bücker mit seiner Firma Bücker Flugzeugbau neue Fertigungshallen in Rangsdorf und stellte die junge Pilotin als Einfliegerin und Vorführpilotin ein. Sie machte beispielsweise den Erstflug der Bü 133 Jungmeister. Sie hatte noch drei männliche Kollegen in ähnlichem Alter wie sie: Arthur Benitz (Jahrgang 1910), der als Chefpilot eingesetzt wurde, Werner Ahlfeld (1912) und Josef Beier (1911). Dass alle vier gebraucht wurden, lag daran, dass häufig Vorführungen und Überführungen zu machen waren, die auch längere Abwesenheiten mit sich brachten. Solche Flüge brachten Luise und ihre Kollegen in viele Länder wie Belgien, Spanien, Frankreich, die Niederlande, Jugoslawien, Griechenland und die Türkei. Beim Internationalen Flugtag in Lissabon im Sommer 1935 schnitt sie hervorragend ab.

## Flugunfall
Anfang Oktober 1935 war sie für Bücker mit der Bü 131 Jungmann D-EGSY auf einer Werbetour über Jugoslawien nach Rumänien, Griechenland und in die Türkei. In Bukarest traf sie den Weltflieger Wolfgang von Gronau, nun Präsident des Deutschen Aeroclubs, und dessen Frau Hertha, ebenfalls eine Pilotin, die ihr von vielen Veranstaltungen bekannt war. Der Rückflug führte über Bulgarien, wo sie zufällig mit dem Chefpiloten der Gothaer Waggonfabrik, Hugo Harmens, zusammentraf, der dort das Schulflugzeug Gotha Go 145 vorführte. Die vorletzte Strecke für Hoffmann war der Flug über Ungarn nach Wien-Aspern, wo sie am 1. November landete. Bald nach dem Start am nächsten Tag geriet sie bei Horn, etwa 90 km nordwestlich von Aspern, in dichten Nebel und streifte Bäume, wobei ihr Flugzeug Feuer fing und sie schwere Brandverletzungen erlitt. Sie starb am 27. November im Krankenhaus und wurde am 1. Dezember im Stadtteil Werne ihrer Heimatstadt Bochum in einem Ehrengrab bestattet. Unter den Trauergästen waren Thea Rasche und Liesel Bach, ferner Wolfgang von Gronau, ihr Fluglehrer Seelbach, der Oberbürgermeister der Stadt und viele andere hochrangige Persönlichkeiten. Drei mit Trauerflor geschmückte Heinkel 72 Kadett der Fliegerlandesgruppe überflogen den Friedhof.